# Natanael (piłkarz)
Natanael Batista Pimienta (ur. 25 grudnia 1990 w Cuiabá), znany jako Natanael – brazylijski piłkarz, grający na pozycji lewego obrońcy. Obecnie zawodnik klubu SC Internacional.

## Kariera klubowa

### Początek kariery
Urodzony w Cuiabá, Mato Grosso, Natanael seniorski debiut zaliczył w barwach Operário de Warzea-Grandi w 2009 roku. W 2011 roku dołączył do drużyny ze swojego rodzinnego miasta – Cuiaba, po krótkim pobycie w Serra.

### Athletico Paranaense
19 grudnia 2013 roku, po tym jak wygasł jego kontrakt z Cuiabá EC, Natanael podpisał roczną umowę z występującym w Serie A klubem Athletico Paranaense. W rozgrywkach zadebiutował 20 kwietnia w wygranym 1-0 meczu przeciwko Grêmio. 3 lipca 2014 Natanael podpisał nowy trzyletni kontrakt z Furacão. Sezon 2014 brazylijskiej Serie A zakończył z dorobkiem 31 rozegranych meczów (wszystkie w wyjściowym składzie). Był także podstawowym zawodnikiem w rozgrywkach Copa Libertadores.
22 marca 2015 Natanael strzelił swoją pierwszą bramkę dla Atletico Paranaense w wygranym 7-0 meczu przeciwko Nacional w mistrzostwach stanu Paraná.

### Łudogorec Razgrad
W lipcu 2015 roku Natanael przeszedł do drużyny mistrza Bułgarii Łudogorec Razgrad za nieujawnioną kwotę. W drużynie rezerw Brazylijczyk zadebiutował 8 sierpnia, kiedy to rozegrał 55 minut w meczu bułgarskiej Grupy B przeciwko Wereja Stara Zagora. Debiut w pierwszym zespole przypadł 16 sierpnia, w wygranym 1-0 meczu z Lokomotiwem Płowdiw. Natanael spędził na boisku pełne 90 minut w tym spotkaniu. Dość szybko nowy zawodnik stał się ważnym zawodnikiem w wyjściowym składzie i w dużym stopniu  swojej drużynie wywalczyć piąty z rzędu tytuł mistrzowski w sezonie 2015/16. W kolejnym sezonie Natanael zagrał we wszystkich 6 meczach kwalifikacyjnych do rozgrywek Ligi Mistrzów UEFA, a jego zespół zdołał awansować do fazy grupowej turnieju. 28 września 2016 roku otworzył wynik spotkania w meczu przeciwko PSG w fazie grupowej strzałem bezpośrednio z rzutu wolnego, ale Łudogorec ostatecznie uległ drużynie z Francji 1-3.
W latach 2016–2019 Natanael rokrocznie wygrywał mistrzostwo Bułgarii ze swoją drużyną. W 2019 roku również zwyciężył w rozgrywkach o Superpuchar Bułgarii.

## SC Internacional
2 lipca 2019 roku zawodnik związał się kontraktem z brazylijskim klubem SC Internacional. Umowa podpisana została na 3 lata. W sezonie 2019 Natanael często był kontuzjowany efektem czego wystąpił zaledwie w siedmiu spotkaniach sezonu.

## Statystyki
Według stanu na dzień 14 grudnia 2016 r.
| Statystyki klubowe   | Statystyki klubowe | Statystyki klubowe | Liga    | Liga | Liga stanowa | Liga stanowa | Puchar  | Puchar | Kontynentalne | Kontynentalne | Pozostałe | Pozostałe | Razem   | Razem | Razem |
| Klub                 | Liga               | Sezon              | Występy | Gole | Występy      | Gole         | Występy | Gole   | Występy       | Gole          | Występy   | Gole      | Występy | Gole  |       |
| -------------------- | ------------------ | ------------------ | ------- | ---- | ------------ | ------------ | ------- | ------ | ------------- | ------------- | --------- | --------- | ------- | ----- | ----- |
| Cuiabá               | Brasileiro Série D | 2011               | 14      | 1    | ?            | ?            | 1       | 0      | –             | –             | –         | –         | 15      | 1     |       |
| Cuiabá               | Brasileiro Série C | 2012               | 13      | 0    | ?            | ?            | 2       | 0      | –             | –             | –         | –         | 15      | 0     |       |
| Cuiabá               | Brasileiro Série C | 2013               | 19      | 0    | ?            | ?            | 0       | 0      | –             | –             | –         | –         | 19      | 0     |       |
| Cuiabá               | Razem              | Razem              | 46      | 1    | 0            | 0            | 3       | 0      | 0             | 0             | 0         | 0         | 49      | 1     |       |
| Athletico Paranaense | Brasileiro Série A | 2014               | 31      | 0    | 0            | 0            | 2       | 0      | 8             | 0             | –         | –         | 41      | 0     |       |
| Athletico Paranaense | Brasileiro Série A | 2015               | 13      | 0    | 11           | 1            | 4       | 0      | 0             | 0             | –         | –         | 28      | 1     |       |
| Athletico Paranaense | Razem              | Razem              | 44      | 0    | 11           | 1            | 6       | 0      | 8             | 0             | 0         | 0         | 69      | 1     |       |
| Łudogorec Razgrad II | Grupa B            | 2015–16            | 1       | 0    | –            | –            | –       | –      | –             | –             | –         | –         | 1       | 0     |       |
| Łudogorec Razgrad II | Razem              | Razem              | 1       | 0    | –            | –            | –       | –      | –             | –             | –         | –         | 1       | 0     |       |
| Łudogorec Razgrad    | Grupa A            | 2015–16            | 27      | 0    | –            | –            | 0       | 0      | 0             | 0             | 1         | 0         | 28      | 0     |       |
| Łudogorec Razgrad    | Pyrwa Liga         | 2016–17            | 14      | 0    | –            | –            | 1       | 1      | 12            | 1             | 0         | 0         | 27      | 2     |       |
| Łudogorec Razgrad    | Razem              | Razem              | 41      | 0    | –            | –            | 1       | 1      | 12            | 1             | 1         | 0         | 55      | 2     |       |
| Razem w karierze     | Razem w karierze   | Razem w karierze   | 132     | 1    | 11           | 1            | 10      | 1      | 20            | 1             | 1         | 0         | 174     | 4     |       |

## Tytuły
Łudogorec Razgrad
- Grupa A: 2015-16, 2016-17, 2017-18, 2018-19
- Superpuchar Bułgarii: 2019